# Yettington
Yettington – osada w Anglii, w Devon. W 1870-72 osada liczyła 137 mieszkańców.